# Данди (Орегон)
Данди (енгл. Dundee) град је у америчкој савезној држави Орегон.

## Демографија
По попису из 2010. године број становника је 3.162, што је 564 (21,7%) становника више него 2000. године.
| Група             | 2000.         | 2010.         |
| Белци             | 2.308 (88,8%) | 2.685 (84,9%) |
| Афроамериканци    | 0 (0,0%)      | 12 (0,4%)     |
| Азијати           | 26 (1,0%)     | 43 (1,4%)     |
| Хиспаноамериканци | 196 (7,5%)    | 329 (10,4%)   |
| Укупно            | 2.598         | 3.162         |